# José Luiz Santos de Azevedo
José Luiz Santos de Azevedo, detto Zé Luiz (Belo Horizonte, 1º marzo 1929 – Belo Horizonte, 18 maggio 1986), è stato un cestista brasiliano.

## Carriera
Con il Brasile ha disputato due edizioni dei Giochi olimpici (Helsinki 1952, Melbourne 1956).